# Championnats d'Amérique centrale et des Caraïbes d'athlétisme 1995
Les 15e Championnats d'Amérique centrale et des Caraïbes d'athlétisme ont eu lieu à Guatemala, au Guatemala en 1995. La ville se situant à 1 500 mètres d'altitude, les performances sont donc considérées comme ayant été réalisées en altitude.

## Résultats

### Hommes
| Épreuve | Or                                            | Or              | Argent                                                        | Argent          | Bronze                                                           | Bronze           |
| --- | --------------------------------------------- | --------------- | ------------------------------------------------------------- | --------------- | ---------------------------------------------------------------- | ---------------- |
| 100 m | Obadele Thompson Barbade                      | 10 s 18         | Joel Isasi Cuba                                               | 10 s 29         | Jaime Barragán Mexique                                           | 10 s 41          |
| 200 m | Obadele Thompson Barbade                      | 20 s 49 CR      | Percy Spencer Jamaïque                                        | 20 s 79         | Jorge Aguilera Cuba                                              | 20 s 91          |
| 400 m | Eswort Coombs Saint-Vincent-et-les-Grenadines | 45 s 29         | Orville Taylor Jamaïque                                       | 45 s 37A        | Jorge Crusellas Cuba                                             | 45 s 65A         |
| 800 m | Mario Watson Jamaïque                         | 1 min 46 s 88   | Alex Morgan Jamaïque                                          | 1 min 47 s 52   | Alain Miranda Cuba                                               | 1 min 47 s 72    |
| 1500 m | José López Venezuela                          | 3 min 50 s 5    | Amado Ramos Cuba                                              | 3 min 51 s 8    | Héctor Torres Mexique                                            | 3 min 52 s 2     |
| 5 000 m | Sergio Jiménez Mexique                        | 14 min 32 s 68  | Miguel del Valle Mexique                                      | 14 min 34 s 94  | Luis Cadet Colombie                                              | 14 min 44 s 37   |
| 10 000 m | Marcos Villa Mexique                          | 29 min 44 s 16  | Víctor Rodríguez Mexique                                      | 29 min 55 s 34  | José Morales Guatemala                                           | 30 min 14 s 99   |
| Semi-marathon | José Luis Molina Costa Rica                   | 1 h 05 min 29 s | Alberto Cuba Cuba                                             | 1 h 06 min 13 s | Marcos Villa Mexique                                             | 1 h 06 min 46 s  |
| 3000 m steeple | Rubén García Mexique                          | 8 min 52 s 91   | Romelio Bergolla Cuba                                         | 9 min 15 s 89   | Gonzalo Vanegas Colombie                                         | 9 min 17 s 41    |
| 110 m haies | Erick Batte Cuba                              | 13 s 49         | Anier García Cuba                                             | 13 s 71         | Matthew Love Jamaïque                                            | 13 s 94          |
| 400 m haies | José Pérez Cuba                               | 49 s 2          | Domingo Cordero Porto Rico                                    | 49 s 5          | Mitchell Francis Jamaïque                                        | 49 s 7           |
| Saut en hauteur | Marino Drake Cuba                             | 2,21m           | Luis Soto Porto Rico                                          | 2,15 m          | Alberto Juantoreno Jr. Cuba                                      | 2,12 m           |
| Saut à la perche | Ángel García Cuba                             | 5,40 m          | Alberto Manzano Cuba                                          | 5,40 m          | Edgar Díaz Porto Rico                                            | 5,20 m           |
| Saut en longueur | Elmer Williams Porto Rico                     | 7,67 m          | Jérôme Romain Dominique                                       | 7,66 m          | Ellsworth Manuel Antilles néerlandaises                          | 7,65 m           |
| Triple saut | Jérôme Romain Dominique                       | 16,80 m         | Edward Manderson Îles Caïmans                                 | 16,09 m NR      | Osiris Mora Cuba                                                 | 16,04 m          |
| Lancer du poids | Yojer Medina Venezuela                        | 18,46 m         | Yosvany Obregón Cuba                                          | 17,66 m         | Orlando Ibarra Colombie                                          | 16,62 m          |
| Lancer du disque | Frank Bicet Cuba                              | 57,70 m         | Alfredo Romero Porto Rico                                     | 52,54 m         | Orlando Ibarra Colombie                                          | 47,24 m          |
| Lancer du marteau | Yosvany Suárez Cuba                           | 69,68 m         | Eladio Hernández Cuba                                         | 67,62 m         | Guillermo Guzmán Mexique                                         | 66,84 m          |
| Lancer du javelot | Isbel Luaces Cuba                             | 74,78 m         | Juan de la Garza Mexique                                      | 74,74 m         | Ramón González Cuba                                              | 73,30 m          |
| Décathlon | Eugenio Balanqué Cuba                         | 7 719 pts       | Yonelvis Águila Cuba                                          | 7 563 pts       | Raúl Duany Cuba                                                  | 7 174 pts        |
| 20 km marche | Jorge Segura Mexique                          | 1 h 25 min 08 s | Julio Martínez Guatemala                                      | 1 h 25 min 10 s | Héctor Moreno Colombie                                           | 1 h 25 min 40 s  |
| 4 × 100 m | Cuba                                          | 39 s 07 CR      | Barbade Obadele Thompson Kirk Cummins Achebe Hope Wayde Payne | 39 s 49 NR      | Colombie José Rivas Robinson Urrutia Luis Alfonso Vega Jhon Mena | 39 s 65          |
| 4 × 400 m | Jamaïque                                      | 3 min 04 s 53   | Mexique Borunda Raymundo Escalante Alberto Araujo Juan Vallin | 3 min 05 s 88   | Guyana Winslow Hendriques Roger Gill Richard Jones Orcen Newland | 3 min 09 s 17 NR |
| Records et Performances - AR : Record continental (area record) - CR : Record des championnats (championship record) - MR : Record du meeting (meet record) - NR : Record national (national record) - OR : Record olympique (olympic record) - PR : Record paralympique (paralympic record) - PB : Record personnel (personal best) - SB : Meilleure performance personnelle de la saison (season's best) - WL : Meilleure performance mondiale de l'année (world leader) - WJR : Record du monde junior (world junior record) - WR : Record du monde (world record) Circonstances et Conditions - DNF : N'a pas terminé (did not finish) - DNS : N'a pas pris le départ (did not start) - DQ : Disqualification (disqualification) - NM : Aucun essai valable enregistré (No Mark) - Q : Qualifié « directement » au prochain tour (ou à la prochaine compétition), lors d'une compétition majeure, grâce au classement ou à la réalisation des minima (automatic qualifier) - q : Qualifié au prochain tour (ou à la prochaine compétition), lors d'une compétition majeure, grâce au repêchage ou à la réalisation de l'une des meilleures performances parmi celles des « non qualifiés directement » (grâce au meilleur temps ou à la meilleure distance par exemple) (secondary qualifier) |                                               |                 |                                                               |                 |                                                                  |                  |

### Femmes
| Épreuve | Or                                         | Or               | Argent                      | Argent         | Bronze                                  | Bronze         |
| --- | ------------------------------------------ | ---------------- | --------------------------- | -------------- | --------------------------------------- | -------------- |
| 100 m | Heather Samuel Antigua-et-Barbuda          | 11 s 31          | Eldece Clarke Bahamas       | 11 s 35        | Vírgen Benavides Cuba                   | 11 s 59        |
| 200 m | Nancy McLeón Cuba                          | 22 s 97          | Eldece Clarke Bahamas       | 23 s 04        | Heather Samuel Antigua-et-Barbuda       | 23 s 34        |
| 400 m | Idalmis Bonne Cuba                         | 50 s 95          | Revoli Campbell Jamaïque    | 51 s 55        | Surella Morales Cuba                    | 51 s 77        |
| 800 m | Ana Fidelia Quirot Cuba                    | 2 min 01 s 79 CR | Mardrea Hyman Jamaïque      | 2 min 08 s 23  | Delia Castro Mexique                    | 2 min 09 s 23  |
| 1 500 m | Mardrea Hyman Jamaïque                     | 4 min 31 s 74    | Adriana Fernández Mexique   | 4 min 31 s 84  | Lilia Pichardo Mexique                  | 4 min 34 s 28  |
| 5 000 m | Adriana Fernández Mexique                  | 16 min 34 s 3 CR | Lucía Mendiola Mexique      | 16 min 39 s 7  | Iglandini González Colombie             | 17 min 09 s 6  |
| 10 000 m | Lucía Rendón Mexique                       | 35 min 12 s 37   | Iglandini González Colombie | 35 min 45 s 82 | Kriscia García Salvador                 | 37 min 52 s 26 |
| Semi-marathon | Emma Cabrera Mexique                       | 1 h 17 min 13    | Sonia Betancourt Mexique    | 1 h 19 min 37  | Sergia Martínez Cuba                    | 1 h 20 min 41  |
| 100 m haies | Oraidis Ramírez Cuba                       | 13 s 27          | Patrina Allen Jamaïque      | 13 s 44        | Joyce Meléndez Porto Rico               | 13 s 57        |
| 400 m haies | Lency Montelier Cuba                       | 56 s 9 CR        | Odalys Hernández Cuba       | 57 s 6         | Flor Robledo Colombie                   | 57 s 9         |
| Saut en hauteur | María del Carmen García Cuba               | 1,80 m           | Niurka Lussón Cuba          | 1,75 m         | Romary Rifka Mexique                    | 1,75 m         |
| Saut en longueur | Flora Hyacinth Îles Vierges des États-Unis | 6,59 m           | Miladys Portuondo Cuba      | 6,26 m w       | Lissete Cuza Cuba                       | 6,04 m         |
| Triple saut | Olga Cepero Cuba                           | 14,14 m CR       | Eloína Echevarría Cuba      | 13,96 m        | Suzette Lee Jamaïque                    | 13,67 m        |
| Lancer du poids | Belsis Laza Cuba                           | 17,64 m          | Herminia Fernández Cuba     | 17,17 m        | Touvia Boone Saint-Christophe-et-Niévès | 13,12 m        |
| Lancer du disque | Olga Gómez Cuba                            | 55,02 m          | Maricela Brestet Cuba       | 53,96 m        | Verónica Peña Mexique                   | 45,54 m        |
| Lancer du marteau | Norbi Balantén Cuba                        | 52,68 m CR       | Lidia de la Cruz Mexique    | 48,68 m        | Elizabeth Sánchez Mexique               | 42,80 m        |
| Lancer du javelot | Sonia Bisset Cuba                          | 62,24 m          | María Caridad Álvarez Cuba  | 60,32m         | Zorobabelia Córdoba Colombie            | 46,80 m        |
| Heptathlon | Magalys García Cuba                        | 6189 pts CR      | Regla Cárdenas Cuba         | 6052 pts       | Zorobabelia Córdoba Colombie            | 5151 pts       |
| 10 km marche | Francisca Martínez Mexique                 | 47 min 37 s CR   | Rosario Sánchez Mexique     | 48 min 18 s    | Liliana Bermeo Colombie                 | 48 min 40 s    |
| 4 × 100 m | Cuba                                       | 44 s 41          | Jamaïque                    | 45 s 27        | Porto Rico                              | 45 s 28        |
| 4 × 400 m | Cuba                                       | 3 min 27 s 86    | Jamaïque                    | 3 min 34 s 11  | Trinité-et-Tobago                       | 3 min 36 s 29  |
| Records et Performances - AR : Record continental (area record) - CR : Record des championnats (championship record) - MR : Record du meeting (meet record) - NR : Record national (national record) - OR : Record olympique (olympic record) - PR : Record paralympique (paralympic record) - PB : Record personnel (personal best) - SB : Meilleure performance personnelle de la saison (season's best) - WL : Meilleure performance mondiale de l'année (world leader) - WJR : Record du monde junior (world junior record) - WR : Record du monde (world record) Circonstances et Conditions - DNF : N'a pas terminé (did not finish) - DNS : N'a pas pris le départ (did not start) - DQ : Disqualification (disqualification) - NM : Aucun essai valable enregistré (No Mark) - Q : Qualifié « directement » au prochain tour (ou à la prochaine compétition), lors d'une compétition majeure, grâce au classement ou à la réalisation des minima (automatic qualifier) - q : Qualifié au prochain tour (ou à la prochaine compétition), lors d'une compétition majeure, grâce au repêchage ou à la réalisation de l'une des meilleures performances parmi celles des « non qualifiés directement » (grâce au meilleur temps ou à la meilleure distance par exemple) (secondary qualifier) |                                            |                  |                             |                |                                         |                |

## Tableau des médailles
| Rang | Nation                          | Or | Argent | Bronze | Total |
| ---- | ------------------------------- | -- | ------ | ------ | ----- |
| 1    | Cuba                            | 23 | 17     | 11     | 51    |
| 2    | Mexique                         | 8  | 9      | 9      | 26    |
| 3    | Jamaïque                        | 3  | 8      | 3      | 14    |
| 4    | Barbade                         | 2  | 1      | 0      | 3     |
| 5    | Venezuela                       | 2  | 0      | 0      | 2     |
| 6    | Porto Rico                      | 1  | 3      | 3      | 7     |
| 7    | Dominique                       | 1  | 1      | 0      | 2     |
| 8    | Antigua-et-Barbuda              | 1  | 0      | 1      | 2     |
| 9    | Saint-Vincent-et-les-Grenadines | 1  | 0      | 0      | 1     |
| 9    | Îles Vierges des États-Unis     | 1  | 0      | 0      | 1     |
| 9    | Costa Rica                      | 1  | 0      | 0      | 1     |
| 12   | Bahamas                         | 0  | 2      | 0      | 2     |
| 13   | Colombie                        | 0  | 1      | 11     | 12    |
| 14   | Guatemala                       | 0  | 1      | 1      | 2     |
| 15   | Îles Caïmans                    | 0  | 1      | 0      | 1     |
| 16   | Trinité-et-Tobago               | 0  | 0      | 1      | 1     |
| 16   | Salvador                        | 0  | 0      | 1      | 1     |
| 16   | Guyana                          | 0  | 0      | 1      | 1     |
| 16   | Antilles néerlandaises          | 0  | 0      | 1      | 1     |
| 16   | Saint-Christophe-et-Niévès      | 0  | 0      | 1      | 1     |